# Микуличи (Киевская область)
Мику́личи (укр. Микуличі) — село, входит в Бучанский район Киевской области Украины.
Население по переписи 2001 года составляло 2543 человека. Почтовый индекс — 07852. Телефонный код — 4577. Занимает площадь 31 км². Код КОАТУУ — 3221085501.

## Местный совет
07852, Киевская обл., Бородянский р-н, с. Микуличи, ул. Центральная